# Tisiphone albifascia
Tisiphone albifascia är en fjärilsart som beskrevs av Waterhouse 1904. Tisiphone albifascia ingår i släktet Tisiphone och familjen praktfjärilar. Inga underarter finns listade i Catalogue of Life.